# Departament Littoral
Littoral – jeden z 12 departamentów Beninu. Zajmuje powierzchnię 79 km². W spisie ludności z 11 maja 2013 roku liczył 679 012 mieszkańców. Obejmuje obszar miasta Kotonu. 

## Położenie
Położony jest w południowej części kraju. Graniczy z innymi departamentami Beninu – Atlantique i Ouémé. Od południa ograniczony jest przez Zatokę Gwinejską, natomiast od północy przez jezioro Nokoué. 

## Historia
Departament został utworzony 15 stycznia 1999 roku w wyniku reformy administracyjnej. Powstał poprzez wydzielenie z Atlantique. 

## Demografia
W 2013 roku populacja departamentu liczyła 679 012 mieszkańców. W porównaniu z 2002 rokiem rosła ona średnio o 0,18% rocznie. 
|  |